# Медард Нуайонский
Медард Нуайонский (фр. Médard de Noyon) — католический и православный святой, епископ Нуайона, святитель.

## Биография
Святой Медард родился около 470 года (по другим данным — около 456 года) в Саланси близ Нуайона. Его отец, Нектарий (фр. Nectard, Nectaire), происходил из франков; мать, Протагия (фр. Protagie), — из галло-римлян. Она была христианкой и обратила мужа в христианскую веру.
Согласно поздней легенде, братом-близнецом Медарда был святой Гильдард, епископ руанский. Об этом говорится, в частности, в Житии святого Медарда, составленном Псевдо-Фортунатом. Впоследствии информация о родстве святых перешла в позднейшую житийную литературу, а также в проповеди, гимны, мартирологи и в знаменитую «Золотую легенду».
С юных лет Медард отличался благочестием. По преданию, однажды он отдал свою одежду слепому; в другой раз он подарил страннику лошадь, принадлежавшую его отцу. Жители деревни нередко обращались к нему за советом.
Вначале он посещал деревенскую школу; затем продолжил обучение в Вермандуа и Турне. В Вермандуа его заметил местный епископ; после его кончины в 530 году Медард занял его место. Рукоположение совершил святой Ремигий Реймсский. В 531 году Медард переселился в Нуайон и сделал его центром епархии. Впоследствии Медард стал также епископом Турне. В Турне им была рукоположена в монахини-диакониссы королева франков Радегунда.
Святой Медард умер 8 июня 560 года (по другим источникам — около 558 года). Король франков Хлотарь I не позволил похоронить его ни в Нуайоне, ни в Турне: он собственноручно забрал тело и отнёс его в свою столицу — Суассон. В 557 году на месте его могилы было построено ныне несуществующее аббатство.

## Память

Святой Медард на гербе Люденшайда

Святой Медард — один из самых почитаемых французских епископов. Его память отмечается 8 (21) июня.
Во Франции в честь святого Медарда названы 58 населённых пунктов. Имя святого Медарда носит церковь в Латинском квартале Парижа. Одноимённые церкви также существуют во многих других городах Франции.
Святой также почитается в Германии, где в разных городах хранятся частички его мощей. Он считается официальным покровителем города Люденшайд в земле Северный Рейн-Вестфалия, на гербе которого изображён.
В Англии, в Линкольншире, есть храм, посвящённый обоим святым братьям — Медарду и Гильдарду. Это единственная церковь в Великобритании, носящая их имя.
Медард также считается покровителем крестьян, виноделов, пивоваров и заключённых. Ему приписывается защита от ненастья, зубной боли и психических заболеваний. В Германии существует множество крестьянских примет, связанных с именем святого Медарда. Во Франции Медард прозван «дождливым святым» (фр. Saint-pluvieux): считается, что если 8 июня идёт дождь, то он будет идти ещё 40 дней.
В искусстве святой Медард обычно изображается с орлом над головой: по легенде, однажды эта птица защитила его своими крыльями от дождя. Существует также традиция изображать его улыбающимся, с сердцем в левой руке.